# کشاورزی در هند

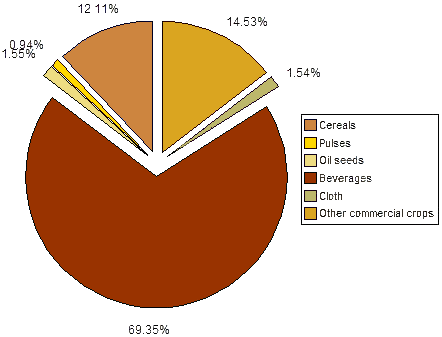
ترکیب تولید کل دانه‌های خوراکی و فراورده‌های کشاورزی هند در سال‌های ۲۰۰۴–۲۰۰۳ (به میلیون تُن).

هندوستان از تولیدکنندگان بزرگ کشاورزی در سطح جهان است. کشاورزی و بخش‌های وابسته به آن مانند جنگل‌داری، بهره‌برداری از جنگل و ماهی‌گیری تشکیل دهندهٔ بیش از ۶/۱۸٪ از تولیدات خالص داخلی هند در سال ۲۰۰۵ بودند و بیش از ۶۰٪ از نیروی کار کشور در این بخش مشغول بودند.
با وجود کاهش مداوم سهم این بخش در تولیدات خالص داخلی هند، کشاورزی کماکان بزرگ‌ترین بخش اقتصادی هند است و نقشی بسیار مهم در توسعهِ اجتماعی-اقتصادی این کشور دارد. بازده کشاورزی هند در واحد سطح از سال ۱۹۵۰ افزایش داشته‌است که دلیل آن تأکید ویژه بر کشاورزی در برنامه‌های پنج سالهٔ هند و پیشرفت پی در پی در آبیاری، فناوری، استفاده از راهکارهای کشاورزی مدرن و تأمین اعتبار و یارانه‌های کشاورزی از زمان انقلاب سبز در هند بوده‌است. با این وجود، طبق مقایسه‌های بین‌المللی میانگین بازده کشاورزی در هند بین ۳۰ تا ۵۰ درصد بالاترین بازده‌ها در سطح جهان است.
در زیر نمودار وضعیت تولیدات غلات و سایر دانه‌های خوراکی مهم که توسط «سازمان مواد خوراکی و توزیع عمومی» در واحد تن آماده شده، آورده شده‌است.
| سال     | غله         | برنج       | گندم       | درشت‌دانه‌ها | بنشن       |
| ------- | ----------- | ---------- | ---------- | ---------- | ---------- |
| ۲۰۰۱–۰۲ | ۱۹۹٬۴۸۰٬۰۰۰ | ۹۳٬۳۴۰٬۰۰۰ | ۷۲٬۷۷۰٬۰۰۰ | ۳۳٬۳۷۰٬۰۰۰ | ۱۳٬۳۷۰٬۰۰۰ |
| ۲۰۰۴–۰۵ | ۱۹۲٬۷۳۰٬۰۰۰ | ۸۷٬۸۰۰٬۰۰۰ | ۷۳٬۰۳۰٬۰۰۰ | ۳۱٬۸۸۰٬۰۰۰ | ۱۳٬۶۷۰٬۰۰۰ |

بازده کشاورزی پایین در هند نتیجهِ عوامل زیر است:

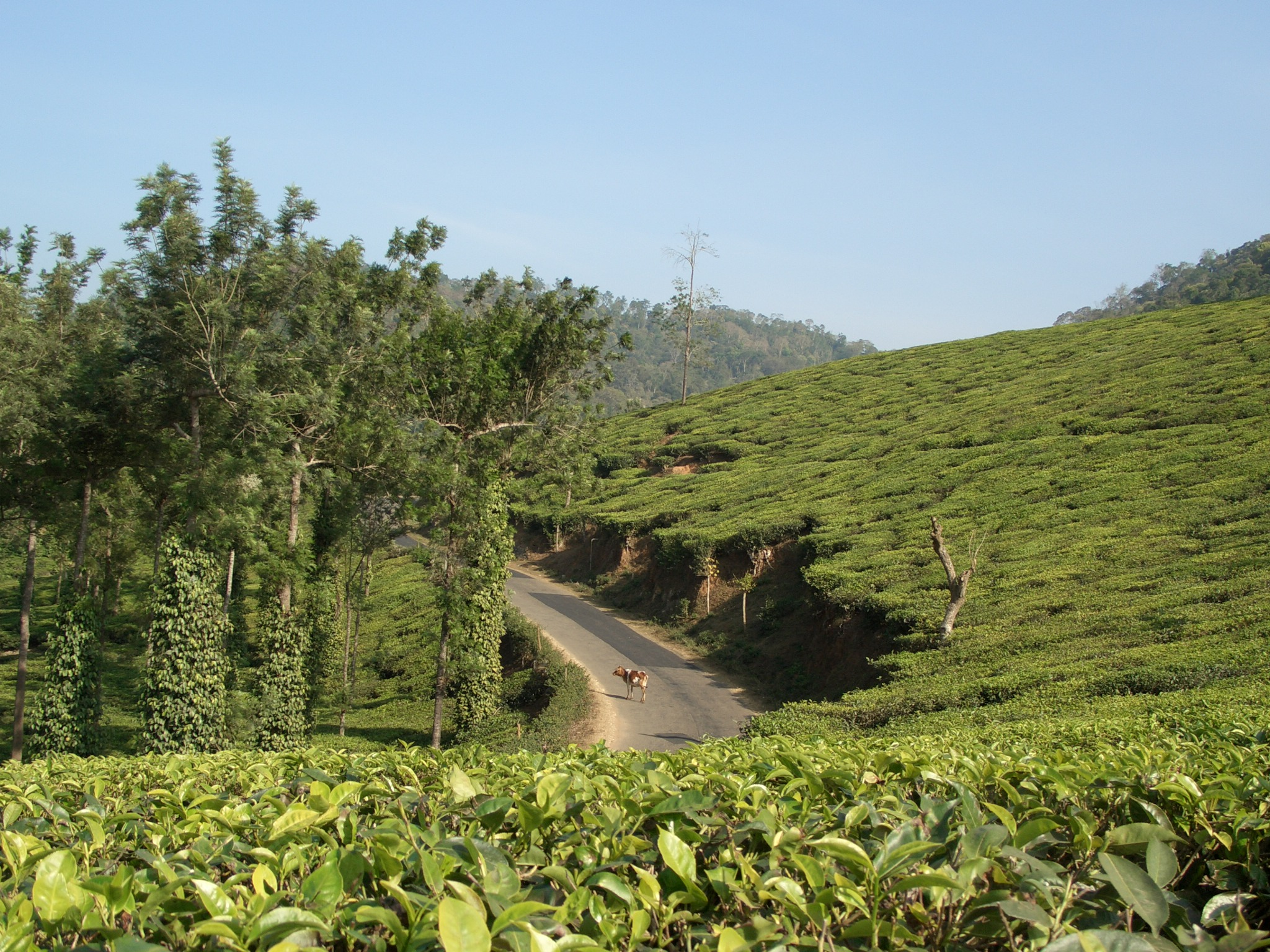

- بی‌سوادی، عقب‌ماندگی اجتماعی-اقتصادی عمومی، پیشرفت کند و آهسته در ایجاد اصلاحات ارضی و خدمات بازاریابی و مالی ناکافی و غیرکارآمد برای محصولات کشاورزی.
- میانگین اندازهِ زمین‌های کشاورزی بسیار کوچک است (کمتر از ۲۰ هزار متر مربع) و این زمین‌ها به دلیل اختلافات خانوادگی و قوانین مربوط به حداکثر زمین در معرض تفکیک قرار دارند. در برخی از این زمین‌ها افراد بیش از تعداد مورد نیاز مشغول بکار هستند که این امر باعث ایجاد اشتغال کاذب و کاهش بازده نیروی کار می‌شود.
- استفادهٔ ناکافی از راه‌کارهای کشاورزی مدرن و فناوری به دلیل عدم آگاهی در مورد آنها، هزینه‌های بالا و عدم کاربرد مؤثر آن‌ها در مورد زمین‌های و اراضی کوچک.
- عدم کفایت تجهیزات آبیاری که از این حقیقت مشهود است که تنها ۶/۵۳٪ از اراضی کشور هند در سال ۱–۲۰۰۰ آبرسانی شدند،[۴] که این شرایط باعث وابستگی کشاورزان به باران، خصوصاً در دوران بارندگی شده‌است. در این شرایط یک دوران بارندگی خوب در هند باعث رشد چشمگیر اقتصاد می‌شود و یک دوران بارندگی نامناسب نیز رشد اقتصادی نامناسبی در پی دارد.[۵] اعتبار کشاورزی توسط NABARD تعیین می‌گردد که بالاترین عامل قانونی برای توسعهِ مناطق روستایی در شبه قارهِ هند است.

## نگارخانه

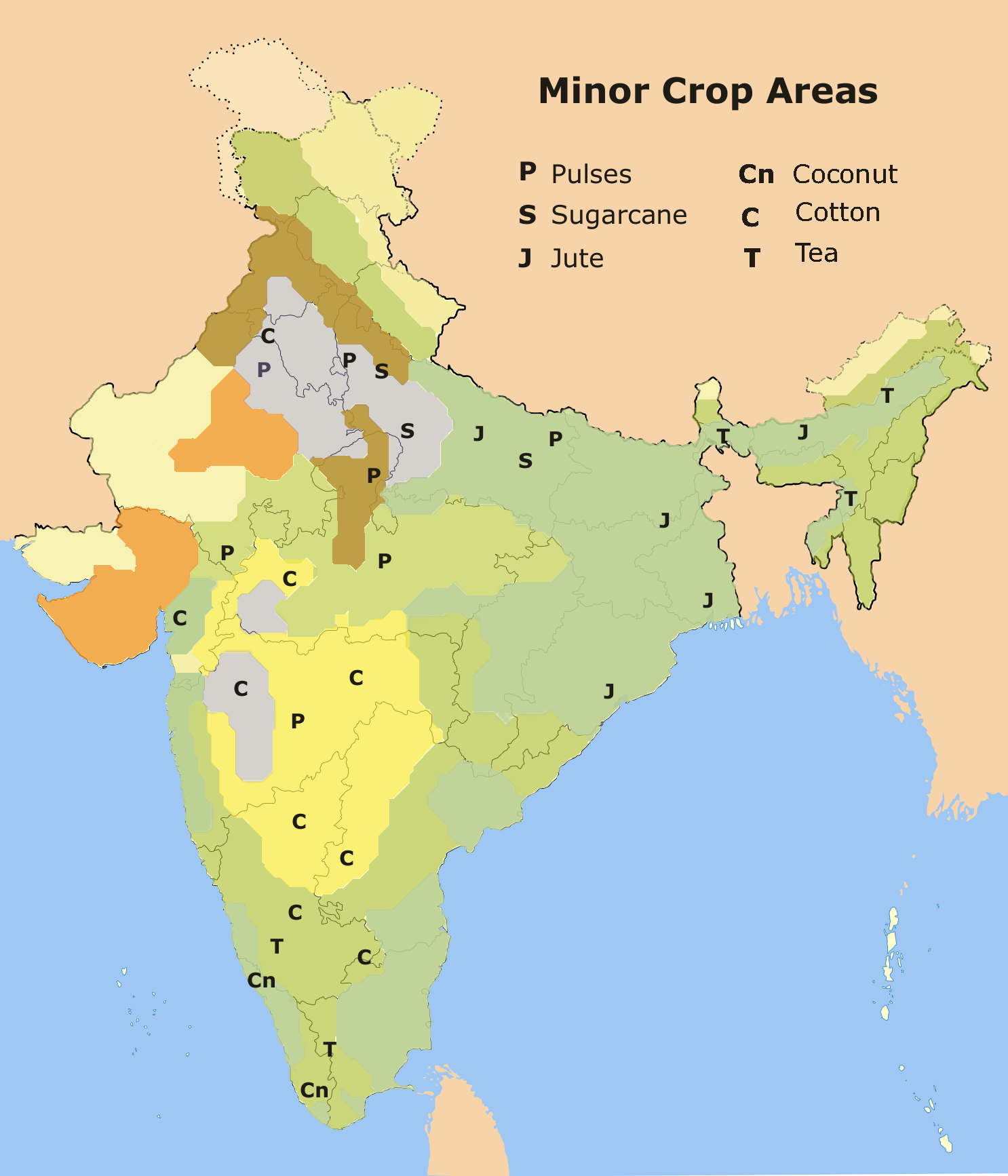